# Friedrich-Gerstäcker-Preis
Der Friedrich-Gerstäcker-Preis für Jugendliteratur wird seit 1947 alle zwei Jahre von der Stadt Braunschweig verliehen.
Der Preis wurde nach dem deutschen Reiseschriftsteller Friedrich Gerstäcker (1816–1872) benannt und zunächst mit 3.000 D-Mark dotiert (heute 8.000 €). Zusätzlich erhält der Prämierte eine Plastik.
Die Auszeichnung würdigt ein in deutscher Sprache verfasstes Werk eines lebenden Schriftstellers, „das jungen Erwachsenen in sprachlich anspruchsvoller Form das Abenteuer der Begegnung mit fremden Welten fantasievoll vor Augen führt und dabei die Gedanken der Toleranz und Weltoffenheit in der Auseinandersetzung mit anderen Traditionen, Religionen, Rassen und Wertvorstellungen näherbringt“ (Präambel).

## Preisverleihungen
| Jahr | Autor/in                       | Titel des Werks                                                                                                  |
| 1952 | Kurt Lütgen                    | Der große Kapitän                                                                                                |
| 1954 | Fritz Mühlenweg                | In geheimer Mission durch die Wüste Gobi                                                                         |
| 1956 | Hans Baumann                   | Die Höhlen der großen Jäger                                                                                      |
| 1958 | Erich Wustmann                 | Taowaki |
| 1960 | Herbert Kaufmann               | Des Königs Krokodil                                                                                              |
| 1962 | Karl Rolf Seufert              | Die Karawane der weißen Männer                                                                                   |
| 1964 | Herbert Plate                  | Der aus dem Dschungel kam                                                                                        |
| 1966 | Karl Friedrich Kohlenberg      | Ben Ali und seine Herde                                                                                          |
| 1968 | Liselotte Welskopf-Henrich     | Die Söhne der Großen Bärin                                                                                       |
| 1970 | Christopher S. Hagen           | Geheimauftrag |
| 1972 | Kurt Lütgen                    | Gesamtwerk |
| 1974 | Thomas Jeier                   | Der große Goldrausch von Alaska                                                                                  |
| 1976 | Frederik Hetmann               | Der rote Tag |
| 1978 | Barbara Bartos-Höppner         | Silvermoon |
| 1980 | Werner J. Egli                 | Heul doch den Mond an                                                                                            |
| 1982 | Klaus Kordon                   | Monsun oder der weiße Tiger                                                                                      |
| 1984 | Sigrid Heuck                   | Mondjäger |
| 1986 | Günter Sachse                  | Das Floß der armen Leute                                                                                         |
| 1988 | Rainer Maria Schröder          | Abby Lynn – Verbannt ans Ende der Welt                                                                           |
| 1990 | Kurt Wasserfall                | Ben Makhis oder Die Reise in das Abendland                                                                       |
| 1992 | Ghazi Abdel-Qadir              | Abdallah und ich                                                                                                 |
| 1994 | Nina Rauprich                  | Die abenteuerliche Flucht des Carl Kroll                                                                         |
| 1996 | Arnulf Zitelmann               | Unterwegs nach Bigorra                                                                                           |
| 1998 | Günther Bentele                | Wolfsjahre |
| 2001 | Henning Pawel                  | Verbotener Sommer (Der Preis wurde im Zusammenhang mit ungeklärten Stasi-Vorwürfen gegen Pawel nicht verliehen.) |
| 2003 | Wolfram Hänel u. Ulrike Gerold | Irgendwo woanders                                                                                                |
| 2005 | Christa-Maria Zimmermann       | Hundert Tage bis Lhasa                                                                                           |
| 2007 | Iva Procházková                | Wir treffen uns, wenn alle weg sind                                                                              |
| 2009 | Anja Tuckermann                | Mano. Der Junge, der nicht wusste, wo er war                                                                     |
| 2012 | Martin Grzimek                 | Tristan. Roman um Treue, Liebe und Verrat                                                                        |
| 2014 | Anna Kuschnarowa               | Kinshasa Dreams                                                                                                  |
| 2016 | Dirk Reinhardt                 | Train Kids |
| 2018 | Julya Rabinowich               | Dazwischen: Ich                                                                                                  |
| 2020 | Susan Kreller                  | Elektrische Fische                                                                                               |
| 2022 | Kirsten Boie                   | Heul doch nicht, du lebst ja noch                                                                                |
| 2024 | Anja Reumschüssel              | Über den Dächern von Jerusalem                                                                                   |